# Reni Jusis

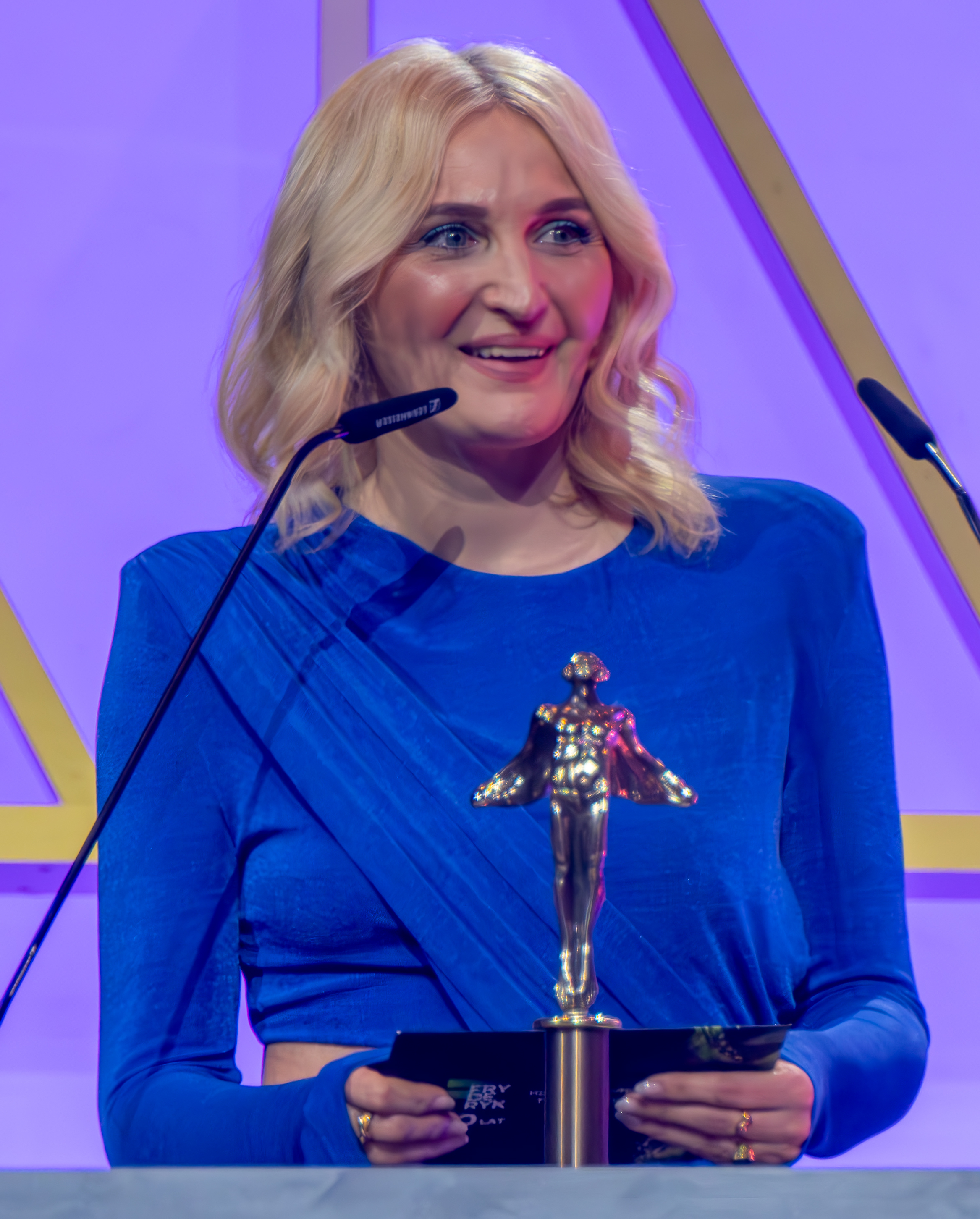
Reni Jusis, 2024

Reni Jusis (bürgerlich Renata Jusis-Makowiecka; * 29. März 1974 in Konin, Polen) ist eine polnische Pop-/Dance-Sängerin, Komponistin und Songwriterin.

## Leben und Wirken
Ihr erstes Solo-Debüt waren 1998 die Single Zakręcona sowie das gleichnamige Album. Im selben Jahr erhielt sie vier Fryderyks in den Kategorien „Lied des Jahres“, „Video des Jahres“, „Debüt des Jahres“ und „Rap- und Hip-Hop-Album“.
1999 folgte das zweite Album Era Renifera, das sie selbst produziert und geschrieben hat. 2001 folgte mit Elektrenika ihr erstes Clubmusik-Album. Seit ihrem Album Trans Misja produziert sie vornehmlich Dance-Songs.

## Diskografie

### Alben
- 1998: Zakręcona (PL: Gold)[1]
- 1999: Era Renifera
- 2001: Elektrenika

| Jahr | Titel        | Höchstplatzierung, Gesamtwochen, AuszeichnungChartsChartplatzierungen (Jahr, Titel, Platzierungen, Wochen, Auszeichnungen, Anmerkungen) | Anmerkungen                           |
| Jahr | Titel        | PL | Anmerkungen                           |
| ---- | ------------ | --- | ------------------------------------- |
| 2003 | Trans Misja  | PL4 (24 Wo.)PL | Erstveröffentlichung: 23. August 2003 |
| 2006 | Dyskografia  | — | Erstveröffentlichung: 2006            |
| 2006 | Magnes       | PL4 (14 Wo.)PL | Erstveröffentlichung: 5. Juni 2006    |
| 2009 | Iluzjon      | PL8 (7 Wo.)PL | Erstveröffentlichung: 27. April 2009  |
| 2016 | Bang!        | PL21 (1 Wo.)PL | Erstveröffentlichung: 15. April 2016  |
| 2018 | Ćma          | PL31 (1 Wo.)PL | Erstveröffentlichung: 10. August 2018 |
| 2021 | Je suis Reni | PL29 (4 Wo.)PL | Erstveröffentlichung: 14. Juli 2021   |

### Singles
- 1997: Rowery Dwa – mit Yaro
- 1997: Dziś jest pełnia – mit Yaro
- 1998: Zakręcona
- 1998: Graj więcej
- 1998: Byłeś sera biciem
- 1999: Dreadlock holiday
- 1999: W głowie woda
- 1999: Uciekaj – buzi, buzi
- 1999: Miej oczy otwarte
- 2001: Nic o mnie nie wiecie
- 2001: Nigdy Ciebie nie zapomnę (Jakby przez sen)
- 2003: Kiedyś Cie znajdę
- 2003: Ostatni raz (Nim zniknę)
- 2003: It’s not enough
- 2003: Let’s play pink ping pong!
- 2005: Stop Global Experiment – mit Sidney Polak
- 2005: Kilka prostych prawd
- 2006: Magnes
- 2006: Mixtura
- 2006: Niemy krzyk
- 2007: Motyle